# Пионерский (Кемеровская область)
Пионе́рский — упразднённый посёлок станции находившийся в административном подчинении поселка Кедровка Кемеровского городского округа Кемеровской области. Исключен из учётных данных в 2001 году. Фактически был включен в состав поселка Кедровка.

## География
Посёлок располагался южнее ручья Лапичева (приток реки Чесноковка), на расстоянии примерно 1 км по прямой к югу от района Кедровка.

## История
Решением Кемеровского ОИК № 425 от 12 ноября 1963 г. посёлок фермы № 4 совхоза «Щегловский» Андреевского сельсовета Кемеровского района переименован в посёлок Пионерский. Решением Кемеровского ОИК № 35 от 6 февраля 1991 г. передан в административное подчинение Кедровского поссовета.